# 元玉任
元玉任（1986年11月6日—）是一名朝鲜女子柔道运动员。她曾参加2008年夏季奥林匹克运动会，最终在女子63公斤级项目上摘得一枚铜牌。她也曾在2006年亚洲运动会中收获铜牌。